# Gloryhole

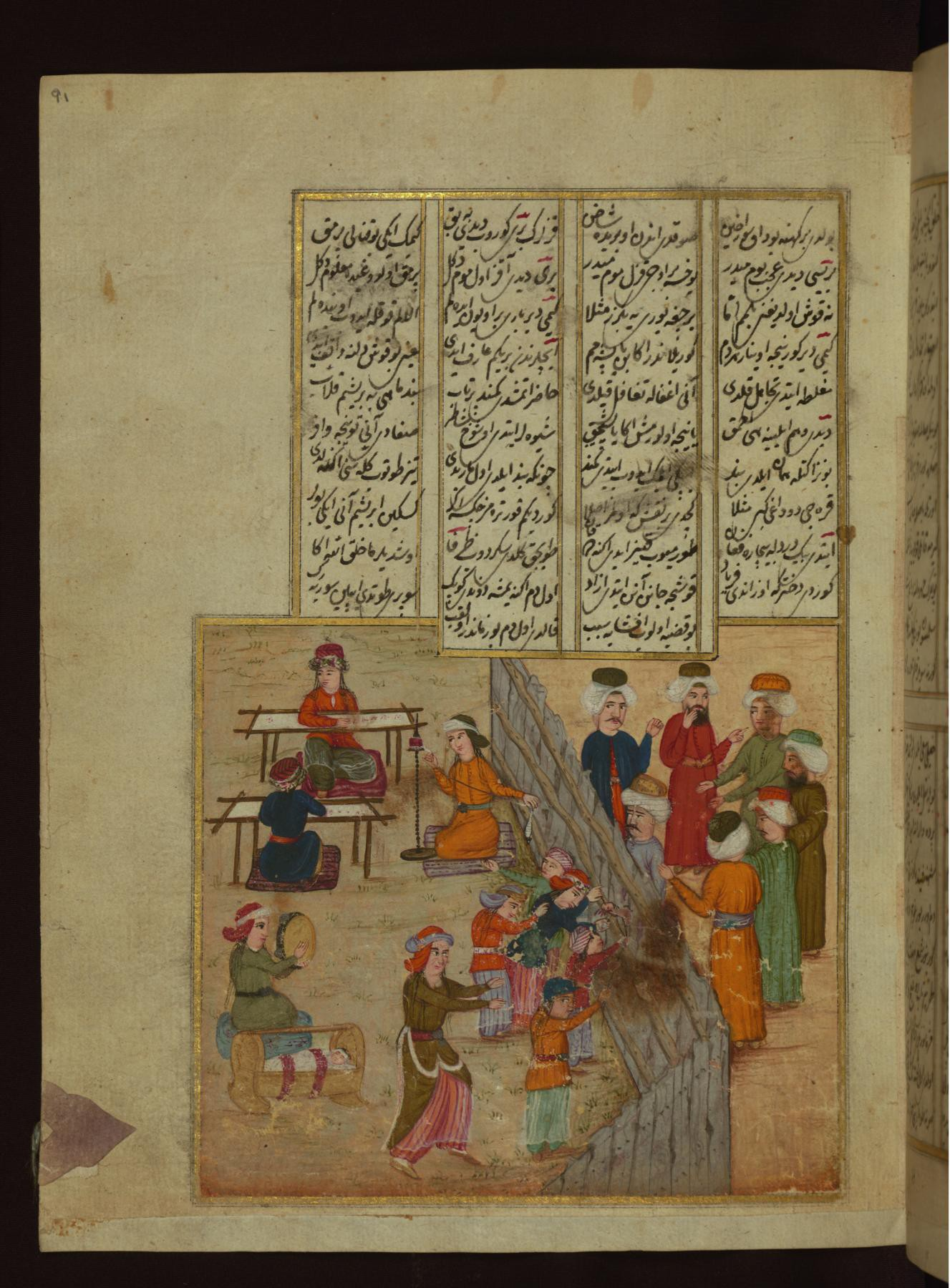
Muž se obnažuje skrz díru v plotě

Glory hole (psáno také gloryhole nebo glory-hole) je díra ve zdi nebo v jiné přepážce, často mezi kabinkami veřejných toalet. Slouží pro zapojení do sexuálních aktivit nebo ke sledování osoby v sousední buňce, zatímco jedna nebo obě zúčastněné osoby masturbují. Kromě penisu může být do díry vsunut též jazyk či prsty. Vsunutím 2 prstů do díry dáváte najevo že chcete s druhou osobou praktikovat felaci (blowjob).